# محمد الضليفع
محمد الضليفع مواليد 12 مايو 2000 في القصيم، السعودية، هو لاعب كرة قدم سعودي يلعب لنادي اللواء معار من نادي التعاون.

## مسيرة اللاعب
لعب في نادي التعاون و أعير إلى نادي نجران ونادي اللواء.